# Caracal (Rumania)
Caracal es una ciudad con estatus de municipiu de Rumania en el distrito de Olt.

## Geografía
Se encuentra a una altitud de 99 m s. n. m. a 218 km de la capital, Bucarest.

## Demografía
Según estimación 2012 contaba con una población de 38 726 habitantes.
| 1948   | 1956   | 1966   | 1977   | 1992   | 2002   | 2012   |
| 17 892 | 19 082 | 22 714 | 30 408 | 39 130 | 34 625 | 38 726 |